# مارفن كولمان
مارفن كولمان (بالإنجليزية: Marvin Coleman)‏ هو لاعب كرة القدم الكندية أمريكي، ولد في 1972 في أوكالا في الولايات المتحدة.

## وصلات خارجية
- مارفن كولمان على موقع JustSportsStats.com (الإنجليزية)